# Pipviolbuske
Pipviolbuske (Iochroma cyaneum) är en art inom familjen potatisväxter.
Pipviolbuske är en buske som kan bli ca 2 meter eller mer. Grenarna är ljust bruna. Bladen är elliptiska, 10-23 cm långa och 5-10 cm breda, de är blekt gröna, sparsamt håriga på ovansidan och med täta bruna hår på undersidan av unga blad. Bladskaftet blir 2-9 cm långt. Blommorna sitter upp till 60 tillsammans i bladvecken. Fodret är grönt till purpurblått eller mörktblått, något uppblåst. Kronan är femflikig, mörkt blå till ljust purpur, ibland blekt rosa eller vit, och blir 2,5-4 cm lång och 0,8-1 cm i diameter. Ståndarna är fem, gulaktiga. Pistillen är ensam, men ett grönt tvådelat märke. Frukten är ett koniskt bär, 2 ×1,5 cm, blekt gröngul till purpurfärgad som mogen.
Arten liknar klockviolbuske (I. australe) som dock har klocklika blommor. En annan liknande art är praktviolbuske (I. grandiflorum) som har klibbiga blad och blommor som blir mellan 4,5 och 7 cm långa.

### Webbkällor
- Svensk Kulturväxtdatabas
- Iochroma - An annotated list of the species and cultivars

### Trycka källor
- Walters, S.M. m. fl. (red.) (2000) The European Garden Flora. Vol. VI. Dicotyledons (Part IV).  Cambridge University Press, Cambridge